# Mihelca
Mihelca este o localitate din comuna Šmartno pri Litiji, Slovenia, cu o populație de 20 de locuitori.